# Alexandre Wrangel
Pour les articles homonymes, voir Wrangel.
Le baron Alexandre Wrangel (en russe : Александр Егорович Врангель), né le 23 février 1833 et mort le 12 septembre 1915, est un diplomate russe, chambellan.

## Biographie
Alexandre Wrangel est le fils aîné de la famille du baron Egor Ermolaïevitch Wrangel (en allemand : Hans Georg Hermann von Wrangel) (1803-1868) et de la baronne Dorothée (Dari) Alexandrovna, née Rauch von Traubenberg (1807-1851), qui était petite cousine d'Alexandre Pouchkine dans la lignée des Hanibal. Il naît près de Narva dans le domaine de Verino en 1833.
En 1853, il termine ses études au lycée impérial Alexandre et entre au ministère de la justice. Puis il abandonne sa carrière dans la capitale et part volontairement occuper la fonction d'avoué pour les affaires civiles et pénales à Semipalatinsk. Là, il rencontre une ancienne connaissance en la personne de Fiodor Dostoïevski. Il aide ce dernier financièrement et se démène pour lui obtenir de l'avancement dans ses grades et pour qu'il puisse retourner en Russie centrale. Plus tard, il écrit des mémoires sur la vie du couple Fiodor Dostoïevski et Maria Dmitrievna Dostoïevskaïa en Sibérie. Dostoïevski, dans une lettre à A. N. Maïkov écrit à son propos :
« …c'est un homme très jeune, possédant de belles qualités de cœur et d'âme, qui est parti en Sibérie dès la fin du lycée, avec de grands projets de connaître la région, d'être utile, etc. Il a travaillé à Semipalatinsk ; nous nous sommes entendus et je l'aimais bien… Je vais vous donner deux mots sur son caractère : il est d'une extraordinaire bonté, aucune conviction particulière, du cœur, de l'esprit — mais faible, tendre, d'une apparence qui au premier regard semble inaccessible... Il se lie d'amitié avec des Polonais exilés, fait connaissance et correspond longtemps avec les décabristes : Ivan Pouchtchine, Matveï Ivanovitch Mouraviov-Apostol, N. V. Bassagrine, I. A. Annenkov, P. N. Svistounov et d'autres. Il réalise une série de voyages pour des études de sciences naturelles dans les montagnes de l'Altaï, puis sur le lac Yssyk Koul, visite des usines dans l'Oural ».
Après son retour à Saint-Pétersbourg, en 1857, il obtient un emploi dans la diplomatie. En 1858-1859, il participe aux négociations du traité d'Aigun avec la Chine ; puis il est occupé dans plusieurs consulats et ambassades : secrétaire général du consulat en Moldavie et en Valachie (1862-1863), secrétaire de mission au Danemark (1863-1866), consul général à Dantzig (1879-1897), ministre-président (1897-1898), puis envoyé plénipotentiaire en Saxe et en Basse-Saxe (1898-1906).
En mai 1861, il se marie avec Anna Nikolaevna Schaffhausen-Schönberg-Eck-Schaufuss (1839-1921). Les premiers des enfants du couple naissent à Bucarest — la fille Olga en 1862 et le fils Gueorgui en 1863 ; à Copenhague naît la deuxième fille Catherina (1865-1867). Le dernier fils, Nikolaï Wrangel (1869-1927), naît lui en Russie.